# Plazmosféra

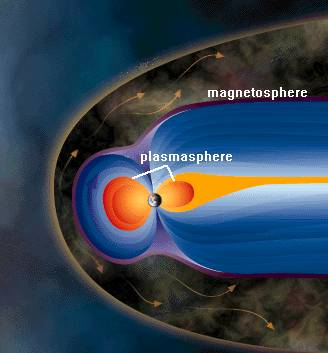

Plazmosféra nebo vnitřní magnetosféra je oblast zemské magnetosféry skládající se z nízkoenergetického plazmatu. Nachází se nad ionosférou. Vnější hranice plazmasféry je známa jako plazmopauza, která je definována řádovým poklesem hustoty plazmatu. Plazmosféra byla objevena v roce 1963 Donem Carpenterem analýzou vlnových údajů z VLF whistler. Tradičně byla plazmosféra považována za dobře vychované studené plazma s částicovým pohybem zcela dominujícím geomagnetickému poli, a proto korotujícím se Zemí.
V roce 2014 satelitní pozorování z družice THEMIS ukázaly, že se mohou vytvořit hustotní nesrovnalosti jako jsou plumy. Bylo také prokázáno, že plazmosféra se nemusí vždy otáčet spolu se Zemí. Plazma v magnetosféře má mnoho různých úrovní teploty a koncentrace. Nejchladnější magnetosférické plazma je nejčastěji k nalezení v plazmosférických oblastech podobných koblihám obklopujícím Zemi. Ale plazma z plazmosféry může být detekováno v celé magnetosféře, protože se může pohybovat kolem elektrického a magnetického pole. Údaje shromážděné dvěma Van Allenovými sondami ukazují, že plazmosféra také omezuje vysoce aktivní ultrarelativistické elektrony kosmického a slunečního původu od dosažení nízké oběžné dráhy a povrchu planety.